# Чунгань
Чунгань, Чунгані (рум. Ciungani) — село у повіті Хунедоара в Румунії. Входить до складу комуни Ваца-де-Жос.
Село розташоване на відстані 341 км на північний захід від Бухареста, 46 км на північний захід від Деви, 106 км на південний захід від Клуж-Напоки, 109 км на північний схід від Тімішоари.

## Населення
За даними перепису населення 2002 року у селі проживали 304 особи, усі — румуни. Усі жителі села рідною мовою назвали румунську.